# Annette Scheiner
Annette Scheiner (* 15. Juni 1948 in Minden) ist eine Fernsehmoderatorin, sie hat von August 2002 bis 2008 das ORF-Auslandsmagazin Weltjournal präsentiert. 
Annette Scheiner studierte von 1967 bis 1973 an der Ludwig-Maximilians-Universität München: Publizistik, Politikwissenschaft und Amerikanische Kulturgeschichte; sie verbrachte einen Studienaufenthalt in Boston und schloss das Studium mit dem Magister ab. 
Danach übersiedelte sie nach Österreich und war dort als Redakteurin beim Verlag Facultas tätig.
Ab 1982 war Annette Scheiner zunächst für die ORF-Teletext-Redaktion tätig, 1989 wechselte sie dann in den Aktuellen Dienst und moderierte bis September 2002 die Kurzausgaben der Zeit im Bild.
Im Zeitraum vom 1. Jänner 2000 bis Juni 2002 war Annette Scheiner für die Zeit im Bild 1 Außenpolitik-Ressortleiterin. Von August 2002 bis zu ihrem Ruhestand 2008 moderierte sie das ORF-Auslandsmagazin Weltjournal.
Seither ist sie im Bereich Textgestaltung und Präsentationstechnik tätig.
Sie ist verheiratet und hat zwei Kinder.